# IXYS
IXYS Corporationは、カリフォルニア州ミルピタスに拠点を置くアメリカ合衆国の企業である。
IXYSは、パワー半導体、RFパワー半導体（無線用パワー半導体）、そしてデジタルとアナログの集積回路(IC)に重点を置いている
。
2013年7月にIXYSは、サムスン電子の4ビットと8ビットのマイクロコントローラ事業の取得完了を公表した
。

## 歴史
1983年、ネイサン・ゾマー博士は、シリコンバレーに属するカリフォルニア州サンタクララにIXYS Corporationを設立した。
IXYSは、元々ファブレスのパワー半導体企業だった。
1989年、IXYSは、電気自動車GM・EV1のためのパワーMOSFETを供給していた。
IXYSは、KTX-II高速鉄道のための高出力IGBTを供給した。
2001年、イギリスの半導体製造会社Westcodeを買収した。
2009年12月、IXYSは、Z80 CPUで有名なザイログを買収する予定を発表した。ザイログは、IXYSの完全子会社となった。
2013年7月、IXYSは、サムスン電子の4ビットと8ビットのマイクロコントローラ事業の獲得を完了した。サムスン電子から獲得した4ビットと8ビットのマイクロコントローラは、S3ファミリーとしてザイログから販売されている。
2017年8月、リテルヒューズによって、現金と株式を合わせて7億5000万US$と引き換えにIXYS Corporationは買収されることになった。
2018年1月、リテルヒューズによる買収が完了し、IXYSはNASDAQから上場廃止となった。

## 製品

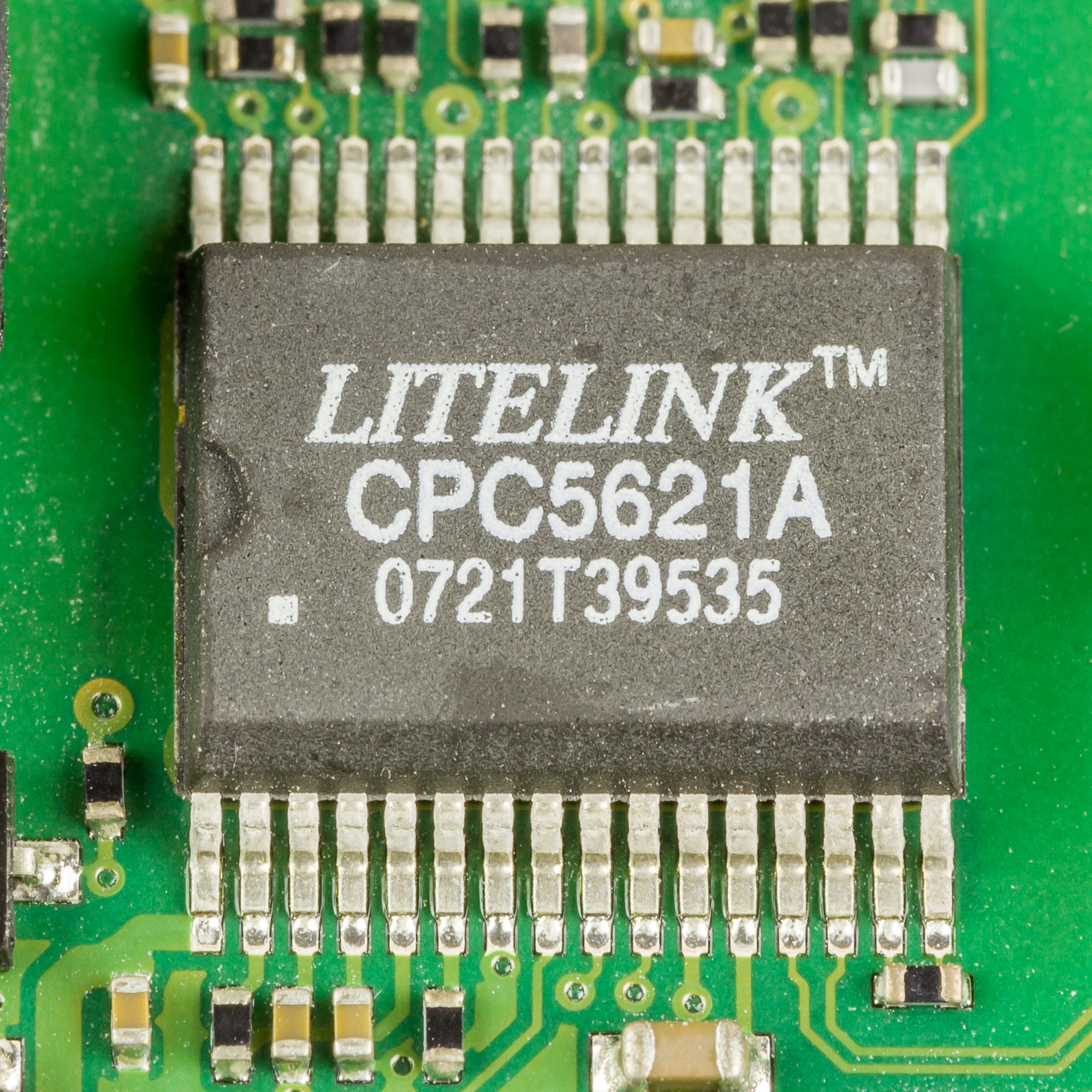
Litelink CPC5621A。電話回線インターフェースIC (DAA:Data access arrangement)

IXYSの製品であるパワー半導体は、パワーMOSFETとパワーバイポーラトランジスタから成り立っている。
これらの一連の製品は、高電圧あるいは大電流の電気を通常の電力へ変換する。
この会社の製品である集積回路は、アナログ、信号の多重化、そして通信におけるデジタルインターフェースソリューションのために使われる。例えば、ソリッドステート・リレー (SSR)、LCAS (line card access switch)、LiteLink (電話回線インターフェースIC)のようなものである。
RFパワー半導体は、増幅と受信のために高周波電流を変換する。
付け加えるとIXYSは、レーザーダイオードドライバー、DCB基板 (Direct Copper Bond)も提供している。